# Selenops geraldinae
Selenops geraldinae är en spindelart som beskrevs av José Antonio Corronca 1996. Selenops geraldinae ingår i släktet Selenops och familjen Selenopidae.
Artens utbredningsområde är Venezuela. Inga underarter finns listade i Catalogue of Life.